# Mertzwiller
Mertzwiller es una comuna francesa situada en el departamento de Bajo Rin, en la región de Alsacia.